# Ka'imi Fairbairn
John Christian Ka'iminoeauloameka'ikeokekumupa'a Fairbairn, detto Ka'imi (Kailua, 29 gennaio 1994), è un giocatore di football americano statunitense che milita nel ruolo di kicker per gli Houston Texans della National Football League (NFL). Fu ingaggiato dai Texans nel 2016, dopo non essere stato scelto da nessuna squadra nel corso del draft. Al college giocò a football con gli UCLA Bruins.

## Carriera universitaria
Fairbairn divenne il kicker degli UCLA Bruins nel 2012 e fu il primo giocatore di tale squadra a segnare almeno 100 punti in ognuna delle quattro stagioni in cui giocò al college.
In realtà la sua carriera da kicker iniziò sotto cattivi auspici dato che, nella gara contro i Rice Owls, i suoi primi due punti extra vennero bloccati dalla difesa avversaria.
Nel seguito divenne un kicker affidabile nei tiri a breve raggio, anche se con alcune imprecisioni nei tiri da lunghe distanze
. 
Durante un incontro del campionato 2012 della Pac-12 Conference sbagliò un field goal da 52 yard negli ultimi 30 secondi della gara, persa 24 a 27 contro Stanford; in questa circostanza l'errore di Fairbairn fu determinato anche dal campo bagnato e da un cattivo snap di Kevin McDermott, come riconobbe Jim L. Mora, l'allenatore di UCLA
.
In una partita del 2014 Fairbairn non riuscì a segnare un field goal a causa dello scadere del tempo, proprio quando UCLA stava tentando di raggiungere gli Utah Utes, che conducevano per 30 a 28; tuttavia questi ultimi furono penalizzati perché erano corsi addosso al kicker e quindi Ka'imi ebbe la possibilità di ripetere il tiro, che però fu sbagliato.
All'inizio della stagione 2015 Fairbairn aveva totalizzato complessivamente 11 field goal da oltre 40 yard, su un totale di 22 tentativi. Il 3 ottobre, durante la gara contro Arizona State, riuscì a realizzare un field goal da 53 iarde, il primo della sua carriera realizzato da una distanza superiore alle 50 yard (in precedenza ne aveva sbagliati cinque). Un'altra giocata degna di nota venne realizzata durante la gara contro i California Golden Bears, vinta 42 a 40 da UCLA: Fairbairn dapprima aveva realizzato un tiro da 55 iarde, che venne annulluto a causa di una falsa partenza. L'allenatore dei Bruins, nonostante in un primo tempo fosse intenzionato a tentare un passaggio della disperazione, decise di concedere un'altra opportunità al kicker, che riuscì a segnare dalla linea delle 60 yard, stabilendo il record dell'università UCLA.
Il 14 novembre, nella gara contro Washington State, Ka'imi mise a segno 4 field goal stabilendo il record di giocatore con più punti segnati della Pac-12 Conference e superando il record di John Lee (che poteva vantare 390 punti, ottenuti tra il 1982 e il 1985).
Nel complesso Fairbairn completò la stagione regolare avendo segnato 20 field goal su 23 (di cui 16 su 16 segnati entro le 40 yard e i restanti 4 a distanze maggiori); fu anche insignito del Lou Groza Award e venne nominato, quasi all'unanimità, come membro della prima squadra degli All-American (l'unica eccezione fu Sporting News, che lo collocò nella seconda squadra); nonostante ciò venne nominato solamente come membro della seconda squadra della All-Pac-12 Conference.
La carriera universitaria di Fairbairn si chiude con tre field goal sbagliati di seguito: uno da 49 yard contro gli Utah Utes, uno da 47 contro gli USC Trojans ed infine uno da 46 yard contro i Nebraska Cornhuskers, durante il Foster Farm Bowl.

## Carriera professionistica
Dopo non essere stato scelto da nessuna squadra nel corso del draft, Fairbairn firmò con gli Houston Texans; tuttavia trascorse tutta la stagione 2016 come infortunato, a causa di un problema ai quadricipiti. Nel 2017 fu designato kicker titolare dei Texans in sostituzione di Nick Novak: tale decisione fu dovuta alle sue migliori prestazioni durante le gare di pre-campionato, dove riuscì a convertire tutti i field goal e mostrò di essere in grado di tirare dei kickoff più lontani rispetto a Novak.
Durante la gara di settimana 6 contro i Tennessee Titans Fairbairn riuscì a convertire sei extra point su sette e tutti e tre i tentativi di field goal.
Il 16 marzo 2020 Fairbairn firmò un rinnovo quadriennale del valore di 17,65 milioni di dollari con i Texans.
Il 12 dicembre 2021 Fairbarn realizzò un field goal da d 61 yard, il più lungo mai realizzato nella storia dei Texans.
Nella gara del quindicesimo turno della stagione 2023, la vittoria 19-16 contro i Tennessee Titans, Fairbain segnò complessivamente 13 punti realizzando l'unico extra point e tutti e quattro i field goal calciati, tra cui l'ultimo da 54 yard nei tempi supplementari che diede la vittoria ad Houston, prestazione che gli valse il riconoscimento di miglior giocatore degli special team della AFC della settimana.
Nel quinto turno della stagione 2024 Fairbarn segnó il field goal della vittoria da 59 yard contro I Buffalo Bills nel finale di partita, venendo premiato come giocatore degli special team della AFC della settimana.

## Palmarès
- Giocatore degli special team  della AFC della settimana: 2

15ª del 2023, 5ª del 2024